# Moneytron
Moneytron was een beursbeleggingsbedrijf van Jean-Pierre Van Rossem. Hij zou een stelsel opgesteld hebben van (waarschijnlijk gekoppelde) differentiaalvergelijkingen dat het verloop van de beurs zou kunnen voorspellen. Hierdoor maakte zijn bedrijf naar eigen zeggen eindeloze winsten.
Er zijn echter nagenoeg geen wiskundige stelsels bekend die het gedrag van de beurs kunnen voorspellen, daarvoor zijn er te veel subjectieve parameters in het spel. Het resultaat was dat de zaak failliet ging en Van Rossem opgepakt werd.
Hij betaalde zijn eerste klanten uit met de inbreng van nieuwe klanten, een van de oudste financiële zwendeltrucs. Hij gebruikte ook opties om zijn positie in te dekken.
Op woensdag 27 juni 1990 werd een gerechtelijk onderzoek geopend tegen beleggingsadviseur Jean-Pierre Van Rossem.
In 1995 werd Van Rossem veroordeeld tot vijf jaar gevangenisstraf, een uitspraak die na beroep en cassatie werd bevestigd. Van Rossem werd schuldig bevonden aan schriftvervalsing, misbruik van vertrouwen en het uitgeven van ongedekte cheques tijdens zijn activiteiten met zijn firma Moneytron. Aan de basis van die veroordelingen lagen onder meer enkele huiszoekingen bij Van Rossem thuis en in zijn bedrijven op 24 juni 1990.